# Lygodactylus williamsi
Lygodactylus williamsi – als deutsche Bezeichnung wird Himmelblauer Zwergtaggecko verwendet, gelegentlich auch Türkisblauer Zwergtaggecko oder Williams-Zwerggecko – ist eine Art aus der Gattung Lygodactylus. Die kleine Echse ist vom Aussterben bedroht, da sie wegen ihrer auffälligen schönen Färbung zum Zweck der Terrarienhaltung gefangen wird und ihr Verbreitungsgebiet nur 20 km² groß ist.

## Beschreibung
Lygodactylus williamsi ist mit sechs bis zehn Zentimetern relativ klein. Die Männchen entfalten unter entsprechenden Bedingungen ein intensives Blau mit individuenabhängig schwankendem Grünanteil. Der Bauch des Männchens kann orange statt gelb gefärbt sein. Das Weibchen ist oben unscheinbar braun bis oliv. Beide Geschlechter besitzen eine schwarze, gestreifte Kopfzeichnung. Eine sichere Unterscheidung der Geschlechter kann allerdings nur anhand der Verdickungen der Schwanzwurzel vorgenommen werden, da sich über Kehlkopfzeichnung und Färbung allein keine eindeutige Aussage treffen lässt.

## Vorkommen

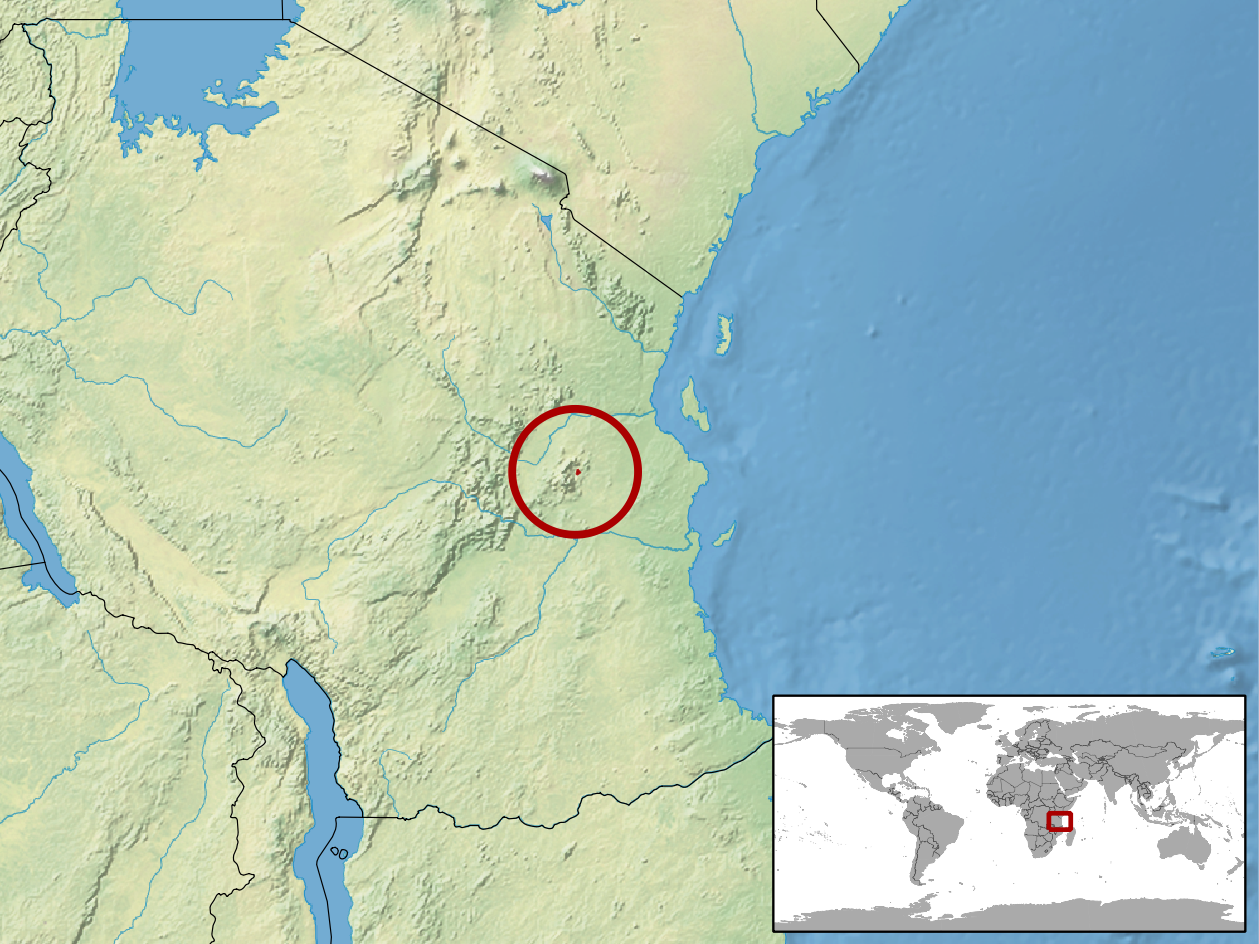
Verbreitungsgebiet

Lygodactylus williamsi lebt in Tansania und kommt endemisch im Naturreservat des Kimboza-Forest in einer Höhe von 350 Meter über Meer vor.
Die Art bevorzugt ein halbfeuchtes bis trockenes Klima mit Tagestemperaturen von 25–32 Grad Celsius und Nachttemperaturen von 18–22 °C. Die Luftfeuchtigkeit liegt bei 50–65 % tagsüber und 65–80 % nachts. Lygodactylus williamsi ist besonders sonnenhungrig. Der Gecko entfaltet seine Farbenpracht nur unter hellem Licht und bei einer gewissen Wärme.
Die Tiere sind Palmenbewohner und leben ausschließlich auf Schraubenbäumen der Art Pandanus rabaiensis, die auch selbst in der Roten Liste gefährdeter Arten verzeichnet ist.

## Verhalten
Die Tiere leben sowohl an den Palmstämmen als auch auf den Blättern des Schraubenbaums, wo sie sich zwischen den Stacheln schützen können. Das Balzverhalten des Männchens gleicht dem Imponiergehabe gegenüber Rivalen. Sie bilden Reviere, die vom Männchen peinlich genau überwacht werden. Beim Balzen wird der dunkle Kehlsack aufgeblasen, der Kopf ruckartig bewegt und der Rücken gebuckelt. Lygodactylus williamsi verhält sich gegenüber Artgenossen und Nachwuchs friedlich und scheint eine starke Paarbindung aufzuweisen. Nicht dominante Männchen werden unterdrückt und entfalten keine schöne Färbung.
Normalerweise findet man in einem Revier ein Pärchen oder eine Gruppe aus einem Männchen, zwei Weibchen und vielleicht ein paar älteren Jungtieren. Die Tiere sind sehr aktiv und aufmerksam.

## Fortpflanzung

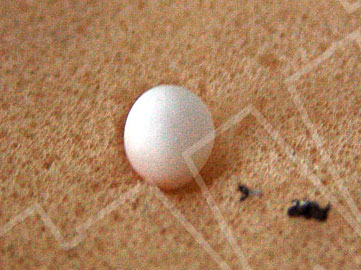
Einzelnes Ei von L. williamsi

Die Eiablage erfolgt in Spalten der Baumrinde. Es werden immer zwei aneinanderklebende Eier abgelegt.

## Ernährung
Die Tiere jagen hauptsächlich kleine Insekten. Terrarientiere fressen auch Wachsmaden und Raupen, sie lecken auch gerne an Banane und Honig.
Die Erkenntnisse über diese Geckoart sind noch gering.

## Schutz
Lygodactylus williamsi steht als vom Aussterben bedrohte Art auf der Roten Liste der IUCN. Aufgrund der Gefährdung hat die EU-Kommission im Dezember 2014 mit einer Änderungsverordnung zur EU-Artenschutzverordnung beschlossen, sie in den Anhang B der Verordnung (EG) Nr. 338/97 aufzunehmen. Im September 2016 wurde auf der 17. CITES-Artenschutzkonferenz in Johannesburg (Südafrika) auf Antrag von Tansania und der Europäischen Union beschlossen, Lygodactylus williamsi im Anhang I des Washingtoner Artenschutzübereinkommens aufzunehmen, womit die Art international unter Schutz gestellt wurde. Dieser Beschluss trat im Januar 2017 in Kraft und wurde im Februar 2017 in geltendes EU-Recht überführt. Lygodactylus williamsi befindet sich seitdem in Anhang A der Verordnung (EG) Nr. 338/97.
Der Zwergtaggecko darf nicht ohne Genehmigung gehalten oder verkauft werden!